# Sanchoc
Sanchoc (zonder schokken) is een historisch merk van motorfietsen.
De bedijrsnaam was: Motos Sanchoc, Paris.
Dit was een Frans bedrijf dat van 1922 tot 1924 motorfietsen met 98- tot 248cc-tweetaktmotoren en 345cc-zijklepmotoren produceerde.